# جاشوا سیموندز
جاشوا سیموندز (انگلیسی: Joshua Simmonds؛ زادهٔ ۴ اکتبر ۱۹۹۵) بازیکن هاکی روی چمن اهل استرالیا است.